# Retroprismă octagramică
În geometrie retroprisma octagramică este una dintr-o familie infinită de antiprisme neconvexe, fiind formată dintr-un număr par de fețe triunghiulare dintre două fețe poligonale stelate, în acest caz două octagrame. Diferă de antiprisma octagramică prin faptul că cele două octagrame sunt rotite una față de alta.
Are 18 fețe, 32 de laturi și 16 vârfuri. Având 18 fețe, este un octadecaedru. Are indicele de poliedru uniform U80(c).
De observat în modelul 3D din casetă că baza octagramică are un interior ambiguu deoarece laturile sale se autointersectează. În jurul nucleului octogonal central se află opt zone care pot fi considerate interior sau exterior, în funcție de modul în care este definit interiorul. O definiție a interiorului unui poligon este mulțimea de puncte din care o rază pentru a ieși din perimetru traversează laturile poligonului de un număr impar de ori, caz în care aceste opt zone sunt considerate exterior al octagramei. Cealaltă definiție (uzuală) urmărește frontiera octagramei, în formă de hexadecagon concav, caz în care toate zonele sunt octagramei sunt considerate interior.

## Mărimi asociate

### Coordonate carteziene
coordonatele carteziene ale vârfurilor unei antiprisme octagramice cu lungimea tuturor laturilor egală cu 1 sunt:
{\displaystyle \left(\pm {\frac {1}{2}},\,\pm {\frac {{\sqrt {2}}-1}{2}},\,H\right),}
{\displaystyle \left(\pm {\frac {{\sqrt {2}}-1}{2}},\,\pm {\frac {1}{2}},\,H\right),}
{\displaystyle \left(0,\,\pm {\sqrt {\frac {2-{\sqrt {2}}}{2}}},\,-H\right),}
{\displaystyle \left(\pm {\sqrt {\frac {2-{\sqrt {2}}}{2}}},\,0,\,-H\right),}
{\displaystyle \left(\pm {\frac {\sqrt {2-{\sqrt {2}}}}{2}},\,\pm {\frac {\sqrt {2-{\sqrt {2}}}}{2}},\,-H\right),}
unde{\displaystyle H={\frac {1}{2}}{\sqrt {\frac {-2+2{\sqrt {2}}+{\sqrt {20-14{\sqrt {2}}}}}{2}}}} este semidistanța dintre cele două baze.

### Raza sferei circumscrise
Raza sferei circumscrise pentru lungimea laturilor a (care sunt toate egale) este:
{\displaystyle {\frac {1}{2}}{\sqrt {\frac {2(2-{\sqrt {2}}-{\sqrt {2(10-7{\sqrt {2}})}}}{2}}}\,a\approx 0,583441\,a.}

### Volum
Următoarea formulă pentru volum V este stabilită pentru lungimea laturilor tuturor poligoanelor (care sunt regulate) a:
{\displaystyle {\frac {2{\sqrt {2\left(2-{\sqrt {2}}-{\sqrt {146-103{\sqrt {2}}}}\right)}}}{3}}\,a\approx 0,073809\,a^{3}}

## Poliedre înrudite

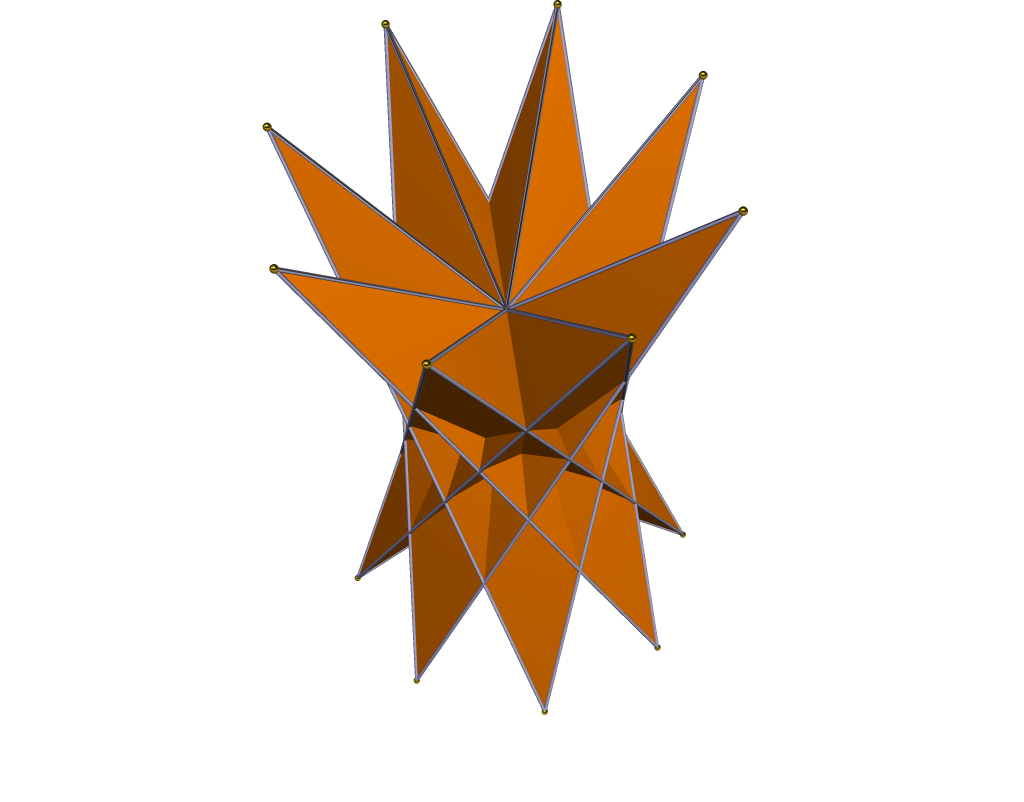
Dual: trapezoedru octagramic concav

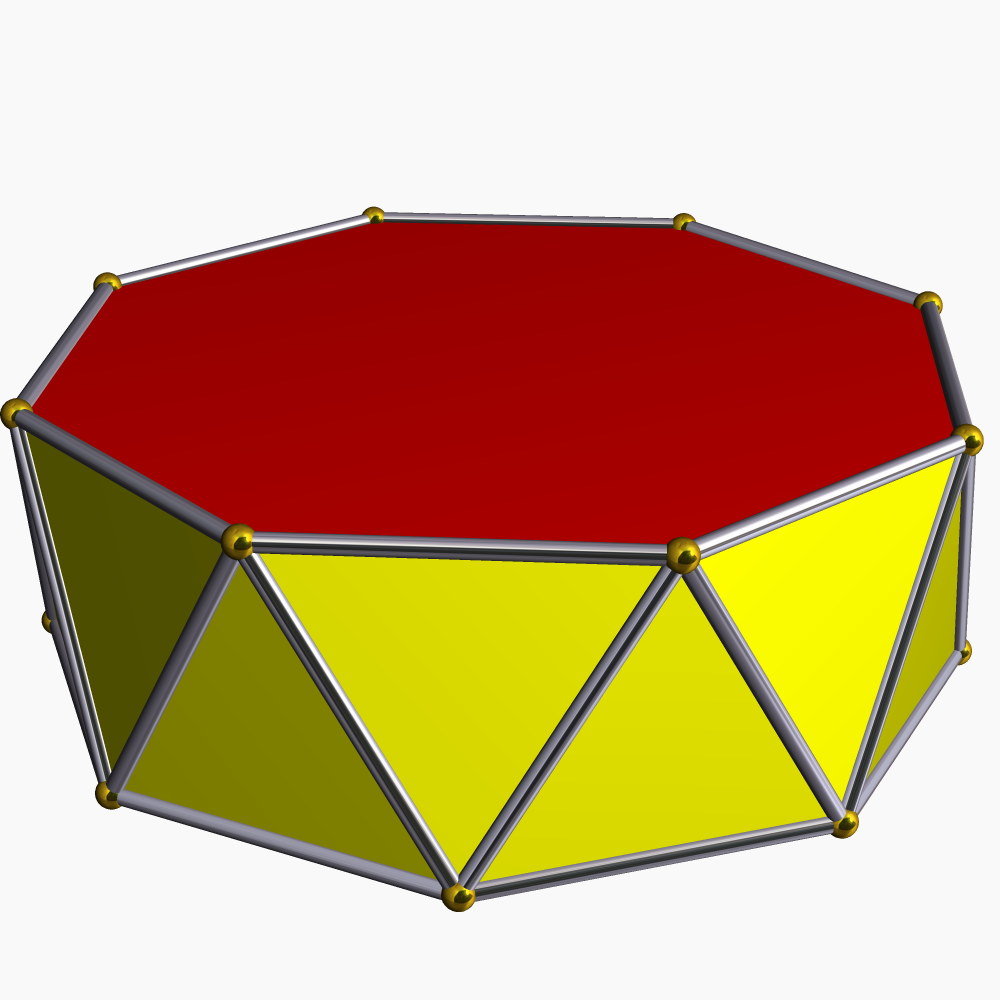
Antiprismă octogonală
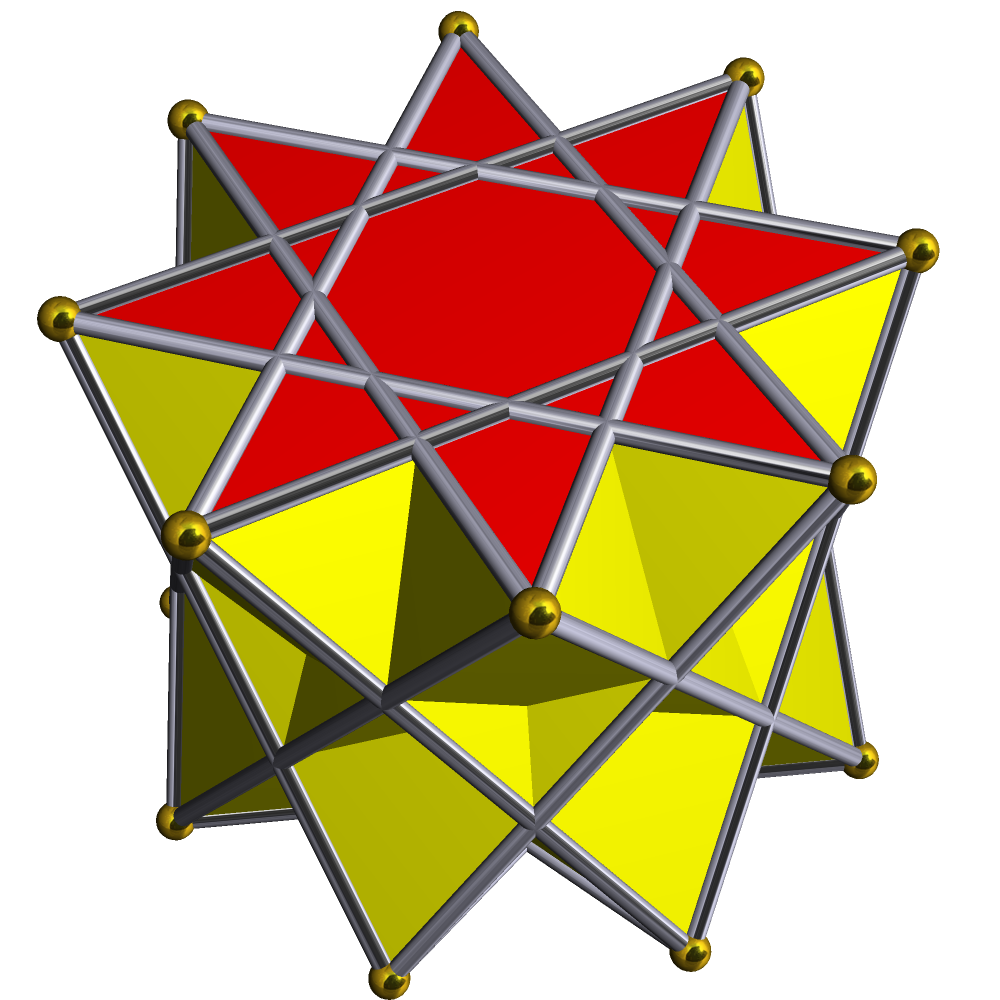
Antiprismă octagramică
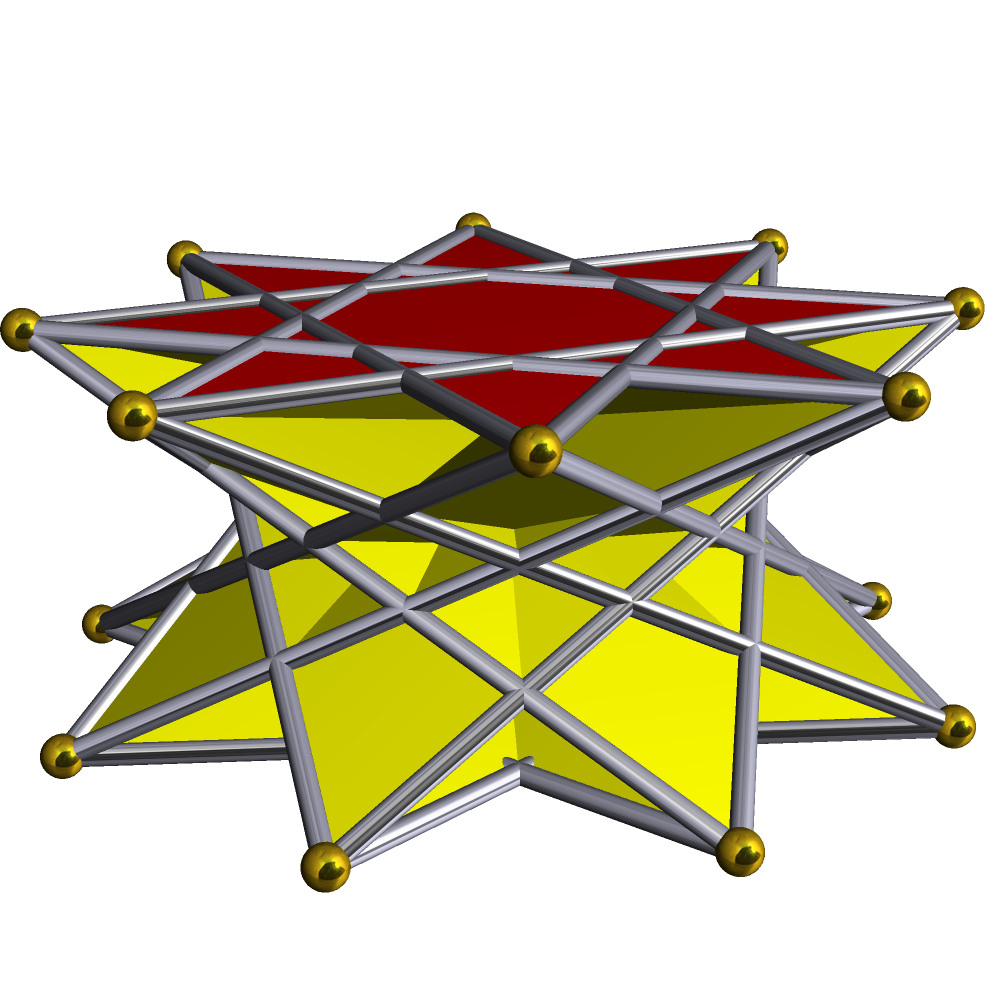
Retroprismă octagramică

### Poliedru dual
Dualul său este trapezoedrul octagramic concav.